# رادیموویتسه و ژلتشه
رادیموویتسه و ژلتشه (به چکی: Radimovice u Želče) یک منطقهٔ مسکونی در جمهوری چک است که در منطقه تابور واقع شده‌است. رادیموویتسه و ژلتشه ۴٫۴۷ کیلومتر مربع مساحت و ۳۸۴ نفر جمعیت دارد و ۴۸۲ متر بالاتر از سطح دریا واقع شده‌است.